# Jennifer Ehle
Jennifer Ehle (Winston-Salem, 29 december 1969) is een Amerikaans/Brits actrice, die twee keer een Tony Award heeft gewonnen voor theater en film. Zij is vooral bekend geworden door haar rol als Elizabeth Bennet in de BBC-miniserie Pride and Prejudice in 1995.

## Carrière
Ehle is geboren in Winston-Salem, North Carolina. Ze heeft op 18 verschillende scholen gezeten in Engeland en Amerika. Ze volgde eerst lessen op de North Carolina School for the Arts voordat ze naar de Central School of Speech and Drama in London ging. In 1992 kreeg ze een rol aangeboden in de mini-serie The Camomile Lawn. In deze serie speelde haar eigen moeder Rosemary Harris ook een rol als oudere versie van Ehles rol. Vier jaar later won ze een prijs voor haar rol als Elizabeth Bennet in de BBC-miniserie Pride and Prejudice.
In 1997 kreeg ze voor het eerst een rol in een film genaamd Paradise Road. Ze bleef succesvol en voor haar rol in The Real Thing in 2000 won ze dan ook een Tony Award. In 2005 speelde ze in het theater The Philadelphia Story. In juni 2006 speelde ze Lady Macbeth, in de Public Theater's production of Macbeth.
Ook is ze te zien in Road to the Sky en Pride and Glory met Edward Norton en Colin Farrell. Alpha Male is een drama dat in Engeland te zien was. Van oktober 2006 tot mei 2007 was Ehle te zien in het succesvolle theaterstuk The Coast of Utopia, voor deze vertolking won ze een Tony Award voor beste actrice in een toneelstuk. Ehle blijft gestaag werken aan diverse succesvolle films en (theater) producties.

## Privé
Jennifer Ehle is de dochter van de actrice Rosemary Harris en John Ehle. Ze heeft The Central School of Speech and Drama gevolgd in Londen. Ze had een relatie met Colin Firth toen ze samen in Pride and Prejudice speelden. Ehle is getrouwd met Michael Scott Ryan sinds 2001 en heeft twee kinderen.

## Filmografie

### Films
- Monster (2018) als Katherine O'Brien
- The Miseducation of Cameron Post (2018) als Dr. Lydia Marsh
- The Fundamentals of Caring (2016) als Elsa
- A Quiet Passion (2016) als Vinnie
- Fifty Shades of Grey (2015) als Carla Adams
- A Little Chaos (2014) als Madame De Montespan
- RoboCop (2014) als Liz Kline
- Zero Dark Thirty (2012) als Jessica
- The Ides of March (2011) als Cindy Morris
- Contagion (2011) als Dr. Ally Hextall
- The King's Speech (2010) als Myrtle Logue
- The Russell Girl (2008) als Lorainne Morrisey
- Pride and Glory (2007) als Abby Tierney
- Road to the Sky (2007)
- Alpha Male (2006) als Betsy Chase
- The River King (2005) als Betsy Chase
- Possession (2002) als Christabel LaMotte
- Sunshine (1999) als Valerie Sonnenschein
- This Year's Love (1999) als Sophie
- Bedrooms and Hallways (1998) als Sally
- Paradise Road (1997) als Rosemary Leighton-Jones
- Wilde (1997) als Constance Lloyd Wilde
- Backbeat (1994) als Cynthia Powell

### Televisie
- The Blacklist (2014-2015) als Madeline Pratt
- Pride and Prejudice (1995) als Elizabeth Bennet
- The Camomile Lawn (1992) als Young Calypso

### Theater
- The Coast of Utopia
- Macbeth
- The Philadelphia Story
- Design for Living
- The Real Thing
- Summerfolk
- Richard III
- Painter of Dishonour
- The Relapse
- Breaking the Code
- Tartuffe
- 1959 Pink Thunderbird
- Laundry and Bourbon